# Stibaera
Stibaera is een geslacht van vlinders van de familie Uilen (Noctuidae), uit de onderfamilie Hadeninae.

## Soorten
- S. albisparsata Hampson, 1926
- S. costiplaga Walker, 1857
- S. curvilineata Hampson, 1924
- S. dentilineata Hampson, 1926
- S. hersilia Druce, 1889
- S. minor Draudt & Gaede, 1944
- S. telharsa Schaus, 1911
- S. thyatiroides Barnes & Benjamin, 1924